# Lista odcinków serialu Between
Poniżej znajduje się lista odcinków serialu telewizyjnego  Between – który jest emitowany przez kanadyjska stację kablową City oraz Netflix od 21 maja 2015 roku. W Polsce serial nie był emitowany.
| Sezon | Sezon | Odcinki | Oryginalna emisja Netflix | Oryginalna emisja Netflix | Oryginalna emisja | Oryginalna emisja | Oryginalna emisja |
| Sezon | Sezon | Odcinki | Premiera sezonu           | Finał sezonu              | Premiera sezonu   | Finał sezonu      |                   |
| ----- | ----- | ------- | ------------------------- | ------------------------- | ----------------- | ----------------- | ----------------- |
|       | 1     | 6       | 21 maja 2015              | 25 czerwca 2015           | nieemitowany      | nieemitowany      |                   |
|       | 2     | 6       | 1 lipca 2016              | 1 lipca 2016              | nieemitowany      |                   |                   |

## Sezon 1 (2015)
| Nr | # | Tytuł           | Reżyseria       | Scenariusz                                     | Premiera        | Premiera |
| -- | - | --------------- | --------------- | ---------------------------------------------- | --------------- | -------- |
| 1  | 1 | School's Out    | Jon Cassar      | Michael McGowan                                | 21 maja 2015    |          |
| 2  | 2 | Who's the Boss  | Jon Cassar      | Peter Mitchell                                 | 28 maja 2015    |          |
| 3  | 3 | Crossing Lines  | Jon Cassar      | Malcolm Macrury                                | 4 czerwca 2015  |          |
| 4  | 4 | Love Hurts      | Michael McGowan | Michael McGowan, Blain Watters                 | 11 czerwca 2015 |          |
| 5  | 5 | End of the Rope | Michael McGowan | Mark Bacci, Michael McGowan, Blain Watters     | 18 czerwca 2015 |          |
| 6  | 6 | War             | Michael McGowan | Michael McGowan, Ellen Vanstone, Blain Watters | 25 czerwca 2015 |          |

## Sezon 2 (2016)
| Nr | # | Tytuł           | Reżyseria       | Scenariusz          | Premiera     | Premiera |
| -- | - | --------------- | --------------- | ------------------- | ------------ | -------- |
| 7  | 1 | Get Out of Town | Richard Bota    | Sam Egan            | 1 lipca 2016 |          |
| 8  | 2 | Us vs. Them     | Richard Bota    | Sam Egan            | 1 lipca 2016 |          |
| 9  | 3 | Hope            | Richard Bota    | Sam Egan            | 1 lipca 2016 |          |
| 10 | 4 | Extraction      | Michael McGowan | Robert King         | 1 lipca 2016 |          |
| 11 | 5 | Horatio Rising  | Michael McGowan | Sandra Chwialkowska | 1 lipca 2016 |          |
| 12 | 6 | Don't Look Back | Michael McGowan | Sandra Chwialkowska | 1 lipca 2016 |          |